# Бхарата (император)
Бха́рата (санскр. भरतः IAST: Bharata) — арийский царь в джайнизме и индуизме. Если все правители Кошалы вели своё происхождение от Солнца, то Бхарата был единственным, кто вёл свой род от Луны. Был первым правителем, завоевавшим всю территорию Индийского субконтинента, который в его честь стал называться «Бхаратаварша» (IAST: Bhāratavarṣa).
По «Махабхарате», частями империи Бхараты также были Бактрия, Афганистан, Туркменистан, Узбекистан, Таджикистан, Киргизия и Персия. В некоторых Пуранах Бхаратаваршей называют всю территорию земного шара, а не только Индию.
В джайнийской мифологии Бхарата завоевал не только всю землю, но и райские планеты, добравшись до вершины горы Меру и водрузив на ней своё знамя. Однако, очутившись на вершине, он обнаружил там множество флагов, оставленных другими героями, побывавшими там до него. Исполнившись смирения, Бхарата принял джайнизм, отрёкся от мира и достиг нирваны.
Имя Бхараты носит Республика Индия — это её официальное название на санскрите и хинди.